# العاضدلدین الله (خلیفه فاطمی)
العاضدلدین الله (عربی: العاضد لدين الله؛ ۱۶ مهٔ ۱۱۵۱ – ۱۳ سپتامبر ۱۱۷۱)، چهاردهمین و آخرین خلیفه سلسله فاطمیان و بیست و چهارمین امام اسماعیلیه حافظی بود که از ۱۱۶۰ تا ۱۱۷۱ سلطنت کرد. پس از سقوط وی صلاح‌الدین ایوبی به قدرت رسید و سلسله ایوبیان را بنیان‌گذارد.